# 버터플라이 맥퀸

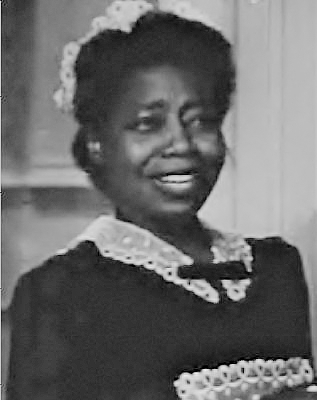

버터플라이 맥퀸(Butterfly McQueen, 1911년 1월 7일 ~ 1995년 12월 22일)는 미국의 배우, 댄서, 연극 배우, 텔레비전 배우, 영화배우이다.
탬파에서 태어났으며 애틀랜타에서 사망하였다.

## 영화
- 모스키토 코스트 (1986년)
- 허클베리 핀의 모험 (1985년)
- 허클베리 핀의 모험 (1981년)
- 백주의 결투 (1946년)
- 블레임 오브 바바리 코스트 (1945년)
- 밀드레드 피어스 (1945년)
- 아이 두드 잇 (1943년)
- 하늘의 오두막 (1943년)
- 여자들 (1939년)
- 바람과 함께 사라지다 (1939년)